# Festa da Tainha de Praia Grande
A Festa da Tainha de Praia Grande é um evento gastronômico realizado anualmente na temporada de inverno, na cidade do litoral paulista.
Diversos pratos são praparados com a Tainha, época em que a espécie é mais facilmente encontrada, fora do período de defeso. O preparo mais popular é a Tainha Assada.
Até a 2009 foi realizada no Centro de Eventos do Boqueirão, onde o cheiro do preparo das toneladas de tainhas se propagava pelo bairro. A partir de 2010 no entanto, o volume de visitantes se tornou muito grande e a Festa da Tainha foi transferida para o estacionamento do Setor 3 do Litoral Plaza Shopping, em uma área maior.
Com a presença de pessoas de destaque no esporte, da televisão, políticos e músicos, a Festa da Tainha conta também com estandes de instituições beneficentes da região.
Realizado desde 1998, a Festa da Tainha inspirou eventos semelhantes em outros municípios, também de grande sucesso.